# Hoplia borneensis
Hoplia borneensis är en skalbaggsart som beskrevs av Moser 1912. Hoplia borneensis ingår i släktet Hoplia och familjen Melolonthidae. Inga underarter finns listade i Catalogue of Life.